# Frode Rønning
Frode Rønning, né le 7 juillet 1959 à Trondheim, est un ancien patineur de vitesse norvégien.

## Biographie
Aux Jeux olympiques d'hiver de 1980 organisés à Lake Placid aux États-Unis, Frode Rønning obtient la médaille de bronze sur 1 000 mètres, il participera aux deux éditions suivantes mais sans succès. Il remporte également quatre médailles aux Championnats du monde de sprint dont le titre mondial en 1981 à Grenoble.

## Palmarès
| Compétition                     | Or   | Argent | Bronze         |
| Jeux olympiques                 |      |        | 1980 (1 000 m) |
| Championnats du monde de sprint | 1981 | 1978   | 1979, 1982     |

## Records personnels
| Distance     | Temps         | Année |
| ------------ | ------------- | ----- |
| 500 mètres   | 37 min 31 s   | 1988  |
| 1 000 mètres | 1 min 15 s 14 | 1983  |
| 1 500 mètres | 1 min 59 s 82 | 1980  |
| 5 000 mètres | 8 min 4 s 01  | 1979  |